# Paraliparis violaceus
Paraliparis violaceus és una espècie de peix pertanyent a la família dels lipàrids.

## Descripció
- Fa 14,4 cm de llargària màxima.[5][6]

## Hàbitat
És un peix marí i batidemersal que viu fins als 2.365 m de fondària.

## Distribució geogràfica
Es troba a l'oceà Àrtic.

## Observacions
És inofensiu per als humans.